# Автомагістраль А1 (Сербія)
Автомагістраль А1 (серб. Аутопут А1, трансліт. Autoput A1) — автомагістраль у Сербії протяжністю 588 кілометрів, найдовша автострада в Сербії. Перетинає країну з півночі на південь, починаючись на прикордонному переході Хоргош з Угорщиною та закінчуючись на прикордонному переході Прешево з Північною Македонією. Будучи частиною європейського маршруту E75 і пан'європейського коридору X, що з'єднує 4 з 5 найбільших сербських міст (Белград, Новий Сад, Ниш і Суботиця), це найважливіша частина мережі доріг Сербії.

## Маршрут
Північна ділянка
Північна ділянка (угорський кордон — Суботиця — Новий Сад — Белград) становить 172 км і був побудований між 1971 і 2013 роками.
Першою ділянкою цієї ділянки, яка буде відкрита, є ділянка Белград (Батайніца) — Новий Сад. Він був побудований між 1971 і 1975 роками, але тоді була побудована лише одна проїжджа частина. Це 56,3 км, включає міст Бешка (2205 м) на річці Дунай, який є найдовшим мостом у мережі доріг Сербії. Наступною була відкрита ділянка між Новим Садом і Фекетичем у 1986 році, 44,7 км завдовжки. Знову побудували лише одну проїжджу частину. Через розпад Югославії та санкції ООН будівництво автомагістралі тимчасово призупинено. Наступною відкрита ділянка Фекетич — Хоргош (кордон з Угорщиною), 71 км завдовжки. Він був відкритий у 1997 році, і знову була побудована лише одна (права) проїжджа частина. Після завершення правої проїжджої частини траси можна було розпочати будівництво лівої проїжджої частини. Ліва проїжджа частина між Батайницею та Бешкою була завершена в 2004 році, і на цьому етапі було 32,2 км повнопрофільної автомагістралі. Будівництво тривало, і 19.1 км ділянка від Бешки до Нового Сада була завершена в 2006 році. Наступними двома ділянками були Новий Сад — Сіріг і Жеднік — Біково, обох по 10 км завдовжки; вони відкрилися в 2009 році. Перший 5.5 км об'їзної дороги Новий Сад були завершені в 2010 році. У 2011 році більшу частину автомагістралі було оновлено до повнопрофільної, із завершенням 93 км ділянок Біково — Хоргош (кордон з Угорщиною), Сіріг — Жеднік і міст-близнюк Бешка. Нарешті, решта 2,5 км об'їзної дороги Новий Сад, що означало завершення будівництва північної ділянки автомагістралі А1.
Центральна ділянка (Белград — Ниш) становить 210 км і завершено в 1985 році.
Перша ділянка цієї частини автомагістралі А1 була відкрита в 1977 році, це був 28.1 км завдовжки ділянка Белград (Бубань Поток) — Умчарі, яку було відкрито ще 12,5 кілометрів автомагістралі через Белград від розв'язки Мостар до Бубань Поток. Наступного року 79.3 кілометрів від Умчарі до Баточини було відкрито. Автомагістраль була побудована одночасно з Белграда та Ніша, тож у 1980 р. 21,2 кілометрів між Пояте і Деліградом було відкрито. У 1982 році були відкриті ділянки Баточина — Чупрія та Деліград — Ніш, загалом їх було 189 кілометрів між Белградом і Нішем. Остання секція була відкрита в 1985 році і була останньою 21 км між Чупрія та Пояте.

## Оплата
A1 загалом є платною дорогою, як і всі автостради в Сербії. Плата за проїзд стягується на пунктах збору при в'їзді та виїзді залежно від пройденої відстані та категорії транспортного засобу. Платними є ділянки Суботиця — Стара Пазова, Белград (Врчин) — Прешево, тоді як ділянка об'їзної дороги Белграда та короткі ділянки, які безпосередньо прилягають до неї, безкоштовні.

## Галерея

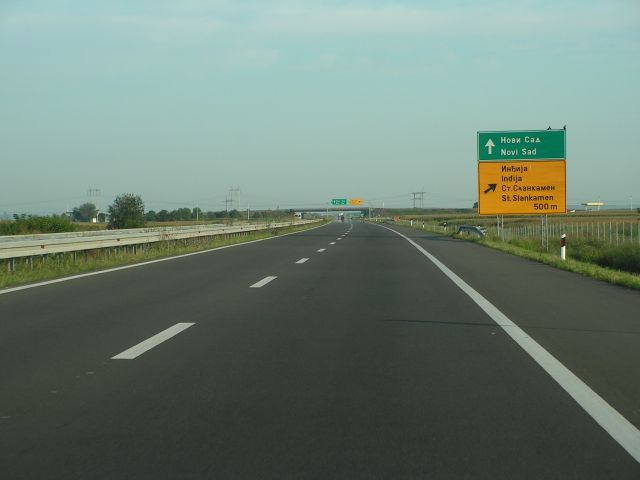
A1 біля Інджії.
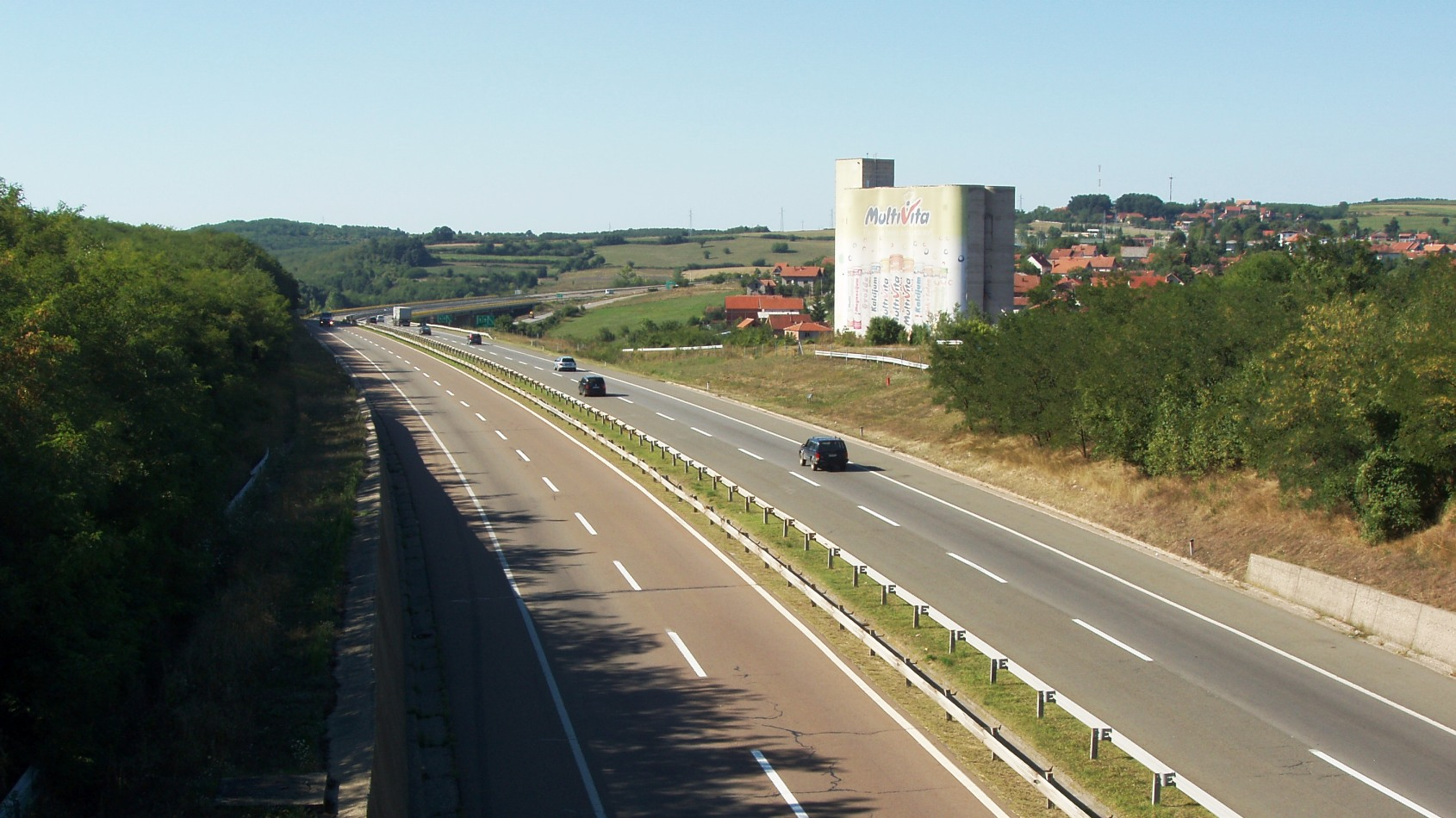
A1 біля Ражаня.